# Инчерти, Давиде
Давиде Инчерти (итал. Davide Incerti; 22 июня 2002, Гавана) — кубинский футболист, полузащитник итальянского клуба «Тернана» и сборной Кубы.

## Биография

### Клубная карьера
Родился в 2002 году в Гаване. Его отец Джанкарло Инчерти (р. 1955) — итальянец, в молодости также занимался футболом, прошёл академию «Сампдории», но на профессиональном уровне не играл. Мать Маргарита — кубинка. В 2017 году Давиде переехал в Италию, где присоединился к любительской команде «Атлетик Клуб Либерти». В 2019 году его заметили скауты клуба «Дженоа» и в сезоне 2019/20 Инчерти выступал за команды до 17 и до 18 лет в юношеском чемпионате Италии. Сезон 2020/21 игрок провёл с юношеской командой «Тернаны».

### Карьера в сборной
Дебютировал за сборную Кубы 2 июня 2021 года в матче первого отборочного раунда чемпионата мира 2022 против сборной Британских Виргинских Островов (5:0), в котором был заменён на 76-й минуте.